# جمعية لندن التبشيرية
جمعية لندن التبشيرية (بالإنجليزية: London Missionary Society)‏ جمعية بعثات تبشيرية مسيحية إنجيلية متعددة الطوائف.

## التاريخ
تأسست في لندن، إنجلترا عام 1795 من قبل مختلف الطوائف الإنجيلية التي لديها وجهة نظر متعددة الطوائف للرسالة بعثات تبشيرية مسيحية. كانت منشئ العديد من الإرساليات المسيحية، لا سيما في شرق آسيا و‌أوقيانوسيا و‌أفريقيا جنوب الصحراء.
في عام 1966 اندمجت مع جمعية الكومنولث التبشيرية لتشكيل المجلس المجمع للإرسالية العالمية. كان من بين مرسليها روبرت موفات، مترجم الكتاب المقدس باللغات الأفريقية، المعروف أيضًا بمنشوراته في إنجلترا عن جنوب إفريقيا، ديفيد ليفينغستون صهره، المعروف باستكشاف منطقة البحيرات العظمى الأفريقية، في وسط إفريقيا، روبرت موريسون، المؤلف الرئيسي للترجمة الصينية للكتاب المقدس، وعالم الخطيئة جيمس ليج.